# Bahnstrecke Bremen-Burg–Bremen-Vegesack
| |                         |                             |                             |
| Streckennummer (DB): | 1423                    |                             |                             |
| Kursbuchstrecke (DB): | 126                     |                             |                             |
| Kursbuchstrecke: | 188a (1934) 215a (1946) |                             |                             |
| Streckenlänge: | 5,9 km                  |                             |                             |
| Spurweite: | 1435 mm (Normalspur)    |                             |                             |
| Streckenklasse: | D4                      |                             |                             |
| Stromsystem: | 15 kV 16,7 Hz ~         |                             |                             |
| Streckengeschwindigkeit: | 100 km/h                |                             |                             |
| Zugbeeinflussung: | PZB                     |                             |                             |
| Zweigleisigkeit: | durchgehend             |                             |                             |
| |                         |                             |                             |
| Bundesland: | Bremen                  |                             |                             |
| \| \| \| von Bremen Hbf \| \| \| \| 0,0 \| Bremen-Burg \| 6 m \| \| \| \| nach Bremerhaven Seehafen \| \| \| \| \| Ihle \| \| \| \| 1,9 \| Bremen-Lesum \| 18 m \| \| \| 3,0 \| Bremen-St. Magnus \| 27 m \| \| \| 4,4 \| Bremen-Schönebeck \| 14 m \| \| \| \| Norddeutsche Steingut (Gla) \| \| \| \| \| von Bremen-Farge \| \| \| \| 5,9 \| Bremen-Vegesack \| 5 m \| \| \| \| Vegesacker Hafen \| \| \| \| \| \| \| \| Quellen: [1][2][3] \| \| \| \| |                         |                             |                             |
| Strecke |                         | von Bremen Hbf              | von Bremen Hbf              |
| Bahnhof | 0,0                     | Bremen-Burg                 | 6 m                         |
| Abzweig geradeaus und nach rechts |                         | nach Bremerhaven Seehafen   | nach Bremerhaven Seehafen   |
| Brücke über Wasserlauf |                         | Ihle                        | Ihle                        |
| Haltepunkt / Haltestelle | 1,9                     | Bremen-Lesum                | 18 m                        |
| Haltepunkt / Haltestelle | 3,0                     | Bremen-St. Magnus           | 27 m                        |
| Haltepunkt / Haltestelle | 4,4                     | Bremen-Schönebeck           | 14 m                        |
| Blockstelle |                         | Norddeutsche Steingut (Gla) | Norddeutsche Steingut (Gla) |
| Abzweig geradeaus und von rechts |                         | von Bremen-Farge            | von Bremen-Farge            |
| Kopfbahnhof Strecke ab hier außer Betrieb | 5,9                     | Bremen-Vegesack             | 5 m                         |
| Betriebs-/Güterbahnhof Streckenende (Strecke außer Betrieb) |                         | Vegesacker Hafen            | Vegesacker Hafen            |
| |                         |                             |                             |
| Quellen: |                         |                             |                             |

Die Bahnstrecke Bremen-Burg–Bremen-Vegesack ist eine durchgehend zweigleisige und elektrifizierte Hauptbahn in der Freien Hansestadt Bremen. Sie wurde 1862 eröffnet und verbindet die Bremer Stadtteile Burglesum und Vegesack miteinander.

## Streckenverlauf
Die Strecke beginnt im Bahnhof Bremen-Burg, wo sie von der Strecke Bremen–Bremerhaven abzweigt. Zunächst nordwestlich verlaufend und die Ihle überquerend führt sie weiter nach Westen und passiert die Haltepunkte Bremen-Lesum, Bremen-St. Magnus und Bremen-Schönebeck. Durch Einfahrt in den End- und Kopfbahnhof Bremen-Vegesack ist das Befahren der Strecke nach Farge sowie eines Gleises zum Gelände der Norddeutsche Steingut möglich. Bis in die 1990er Jahre bestand über den Bahnhof Vegesack hinaus eine Gleisverbindung zum Vegesacker Hafen.

## Infrastruktur

### Strecke
Infrastrukturbetreiber ist die DB InfraGO. In Vegesack ist ein Fahrtrichtungswechsel für die Weiterfahrt Richtung Bremen-Farge bzw. zum Gelände der Norddeutsche Steingut notwendig. Kreuzungen der Strecke mit dem Straßennetz sowie Fuß- und Radwegen finden – mit Ausnahme des Bahnübergangs Am Vogelbusch – nur niveaufrei statt. Aufgrund von Rationalisierungsmaßnahmen besteht die Strecke zurzeit aus nur einem Blockabschnitt. Bis 2025 soll für eine Verbesserung der Betriebsqualität ein neues Blocksignal errichtet und Gleiswechselbetrieb eingerichtet werden. Im Bahnhof Burg wird bis 2025 eine ESTW-Unterzentrale errichtet, ein weiteres elektronisches Stellwerk entsteht in Vegesack.

### Bahnhöfe und Haltepunkte

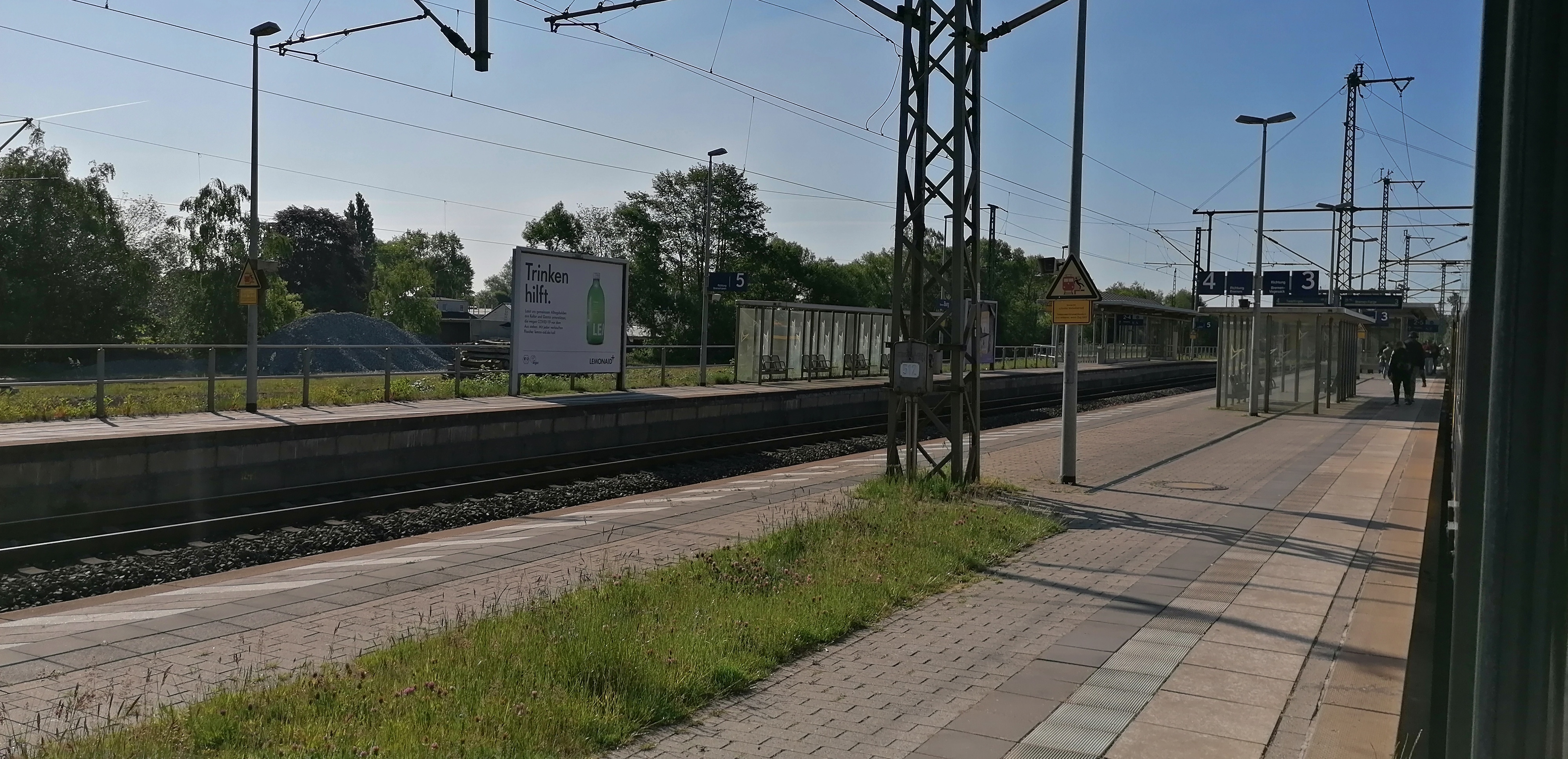
Bahnhof Bremen-Burg

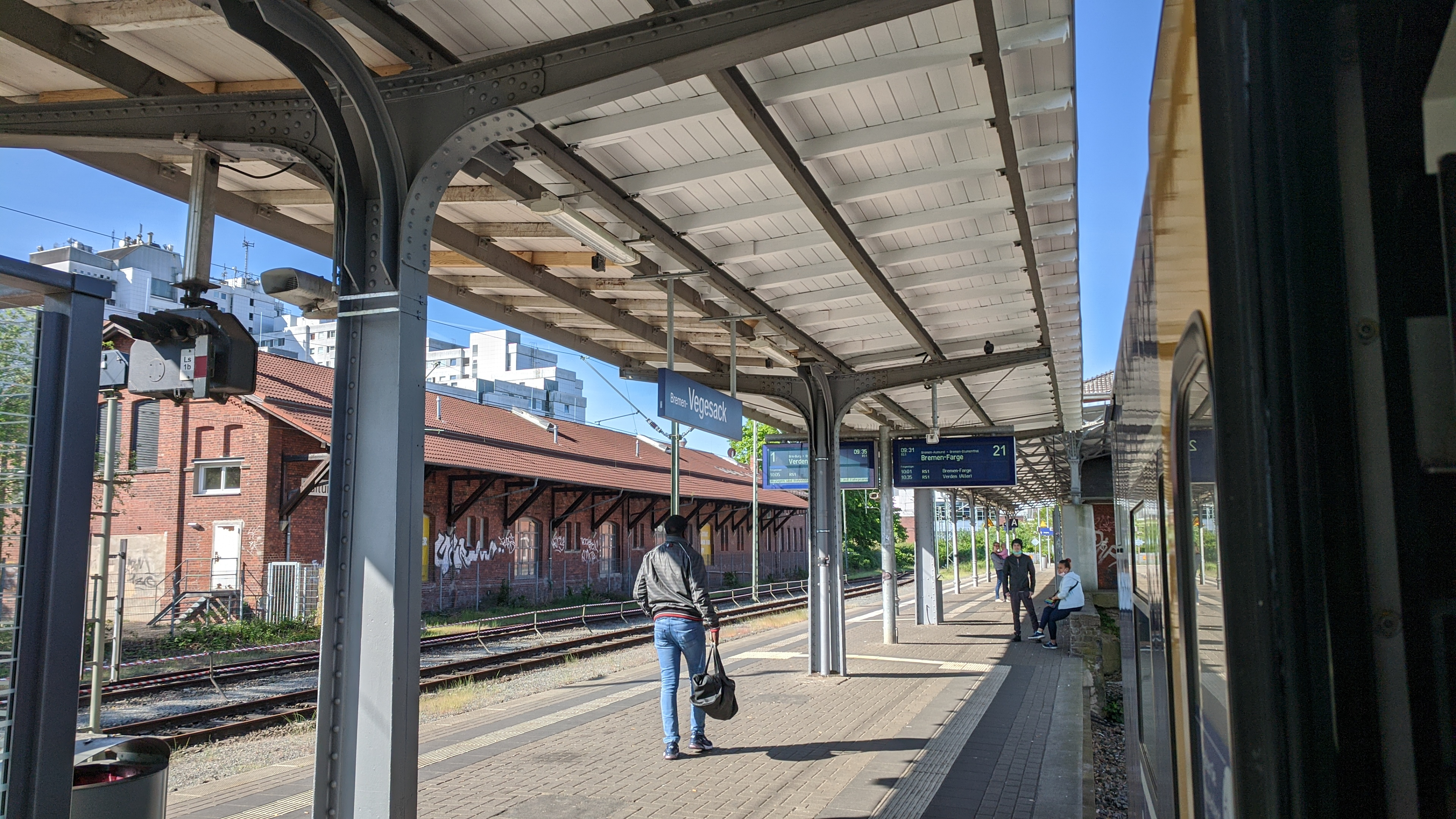
Bahnhof Bremen-Vegesack (2020)

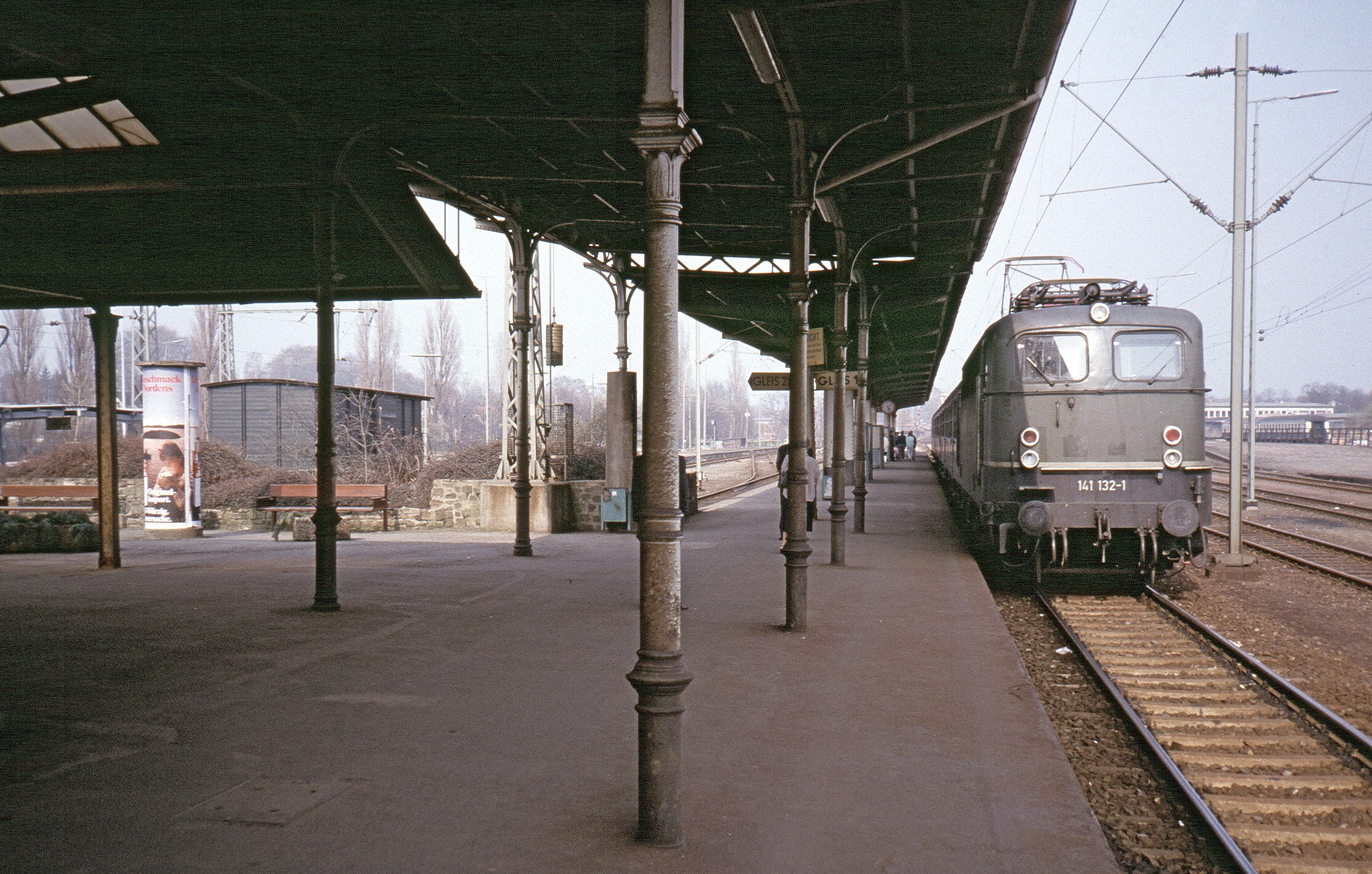
Nahverkehrszug mit Elektrolokomotive der Baureihe E 41 auf Gleis 1 in Bremen-Vegesack (1987)

Der Bahnhof Bremen-Burg besitzt vier Bahnsteiggleise, von denen zwei Richtung Bremen-Vegesack und zwei Richtung Bremerhaven genutzt werden können. In Seitenlage befindet sich das Stellwerk Bremen-Burg, ein großes Parkhaus sowie eine stark frequentierte Umsteigeanlage zu den Stadtbussen der BSAG. Das historische Bahnhofsgebäude wurde in den 1990er Jahren abgerissen und der Bahnhof grundlegend neu gestaltet. Die Haltepunkte Bremen-Lesum und Bremen-Schönebeck verfügen jeweils über zwei Außenbahnsteige und einen Anschluss an das Stadtbusnetz. Der Haltepunkt Bremen-St. Magnus ist mit einem Mittelbahnsteig ausgestattet. Das historische Bahnhofsgebäude in Seitenlage musste in den 1970er Jahren dem Bau des Lesumschnellwegs (damals die Bundesstraße 74n, heute die Bundesautobahn 270) weichen. Der Bahnhof Bremen-Vegesack verfügt neben dem historischen Empfangsgebäude aus dem 19. Jahrhundert über einen in Betrieb befindlichen und einen stillgelegten Mittelbahnsteig sowie weitere Abstell- und stillgelegte Gleise. Der Vegesacker Bahnhofsplatz dient als wichtige Umsteigeanlage zu den Stadtbussen und beherbergt ein Kundencenter der BSAG, eine Radstation sowie den ehemaligen Güterbahnhof, der heute als Kulturbahnhof Bremen-Nord genutzt wird. Alle Bahnhöfe und Haltepunkte sind mit Park-and-Ride-Parkplätzen ausgestattet.

## Geschichte
Die Strecke von Bremen-Burg nach Bremen-Vegesack wurde am 8. Dezember 1862 eröffnet und somit an den Bremer Hauptbahnhof angeschlossen. 1967 erfolgte durch den Bau einer Oberleitung die Elektrifizierung der Strecke. In den 1990er Jahren wurde die Verbindung zum Vegesacker Hafen aufgegeben und auf dem Hafengelände das 2003 eröffnete Haven Höövt gebaut.
In Bremen-Vegesack erfolgte zum Jahreswechsel 1888/1889 der Anschluss der Strecke nach Farge. Der Personenverkehr nach Farge ruhte jedoch nach der Einstellung in 1961 bis zur Wiederaufnahme im Jahr 2007. Seit der 2011 erfolgten Elektrifizierung der Strecke nach Farge sind durchgehende Zugverbindungen zwischen dem Bremer Hauptbahnhof und Farge möglich.

## Betrieb

### Personenverkehr

#### Angebot
Zum Fahrplanwechsel 2010 wurde die Regio-S-Bahn Bremen/Niedersachsen in Betrieb genommen. Sie wird seit Beginn von der NordWestBahn, die im Rahmen einer europaweiten Ausschreibung den Zuschlag erhielt, betrieben. Der Betrieb auf der Linie RS1 (Bremen-Farge–Bremen-Vegesack–Bremen Hbf–Verden) findet im Grundangebot mit einem Halbstundentakt statt. Auf dem Abschnitt Hbf–Vegesack finden in der Hauptverkehrszeit Zusatzfahrten statt, sodass sich auf diesem Abschnitt ein Viertelstundentakt ergibt.
Erst seit 2011 (mit der Elektrifizierung der Strecke Vegesack–Farge) ist das Durchbinden der Züge von Bremen Hbf nach Farge möglich. Aufgrund mangelnder Infrastruktur war dies zunächst nur außerhalb der Hauptverkehrszeit möglich, da neben dem Fahrtrichtungswechsel teilweise auch eine Traktionsänderung in Vegesack nötig ist. Seit 2015 ist, nach dem Einbau einer Beifahranlage in Vegesack, die schnellere Einfahrt möglich, sodass alle Züge durchgehend bis Farge verkehren können. In den späten 2010er Jahren kam es aufgrund von Personalmangel bei der NordWestBahn zum Aussetzen der Durchbindung während der Hauptverkehrszeit sowie geplanten Zugausfällen.

#### Fahrzeuge

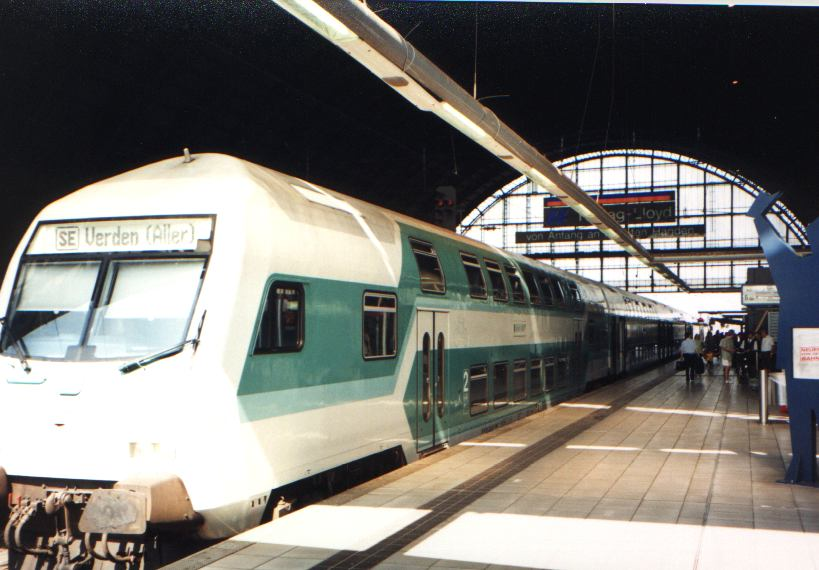
Stadt-Express-Zug in Bremen Hbf (1999)

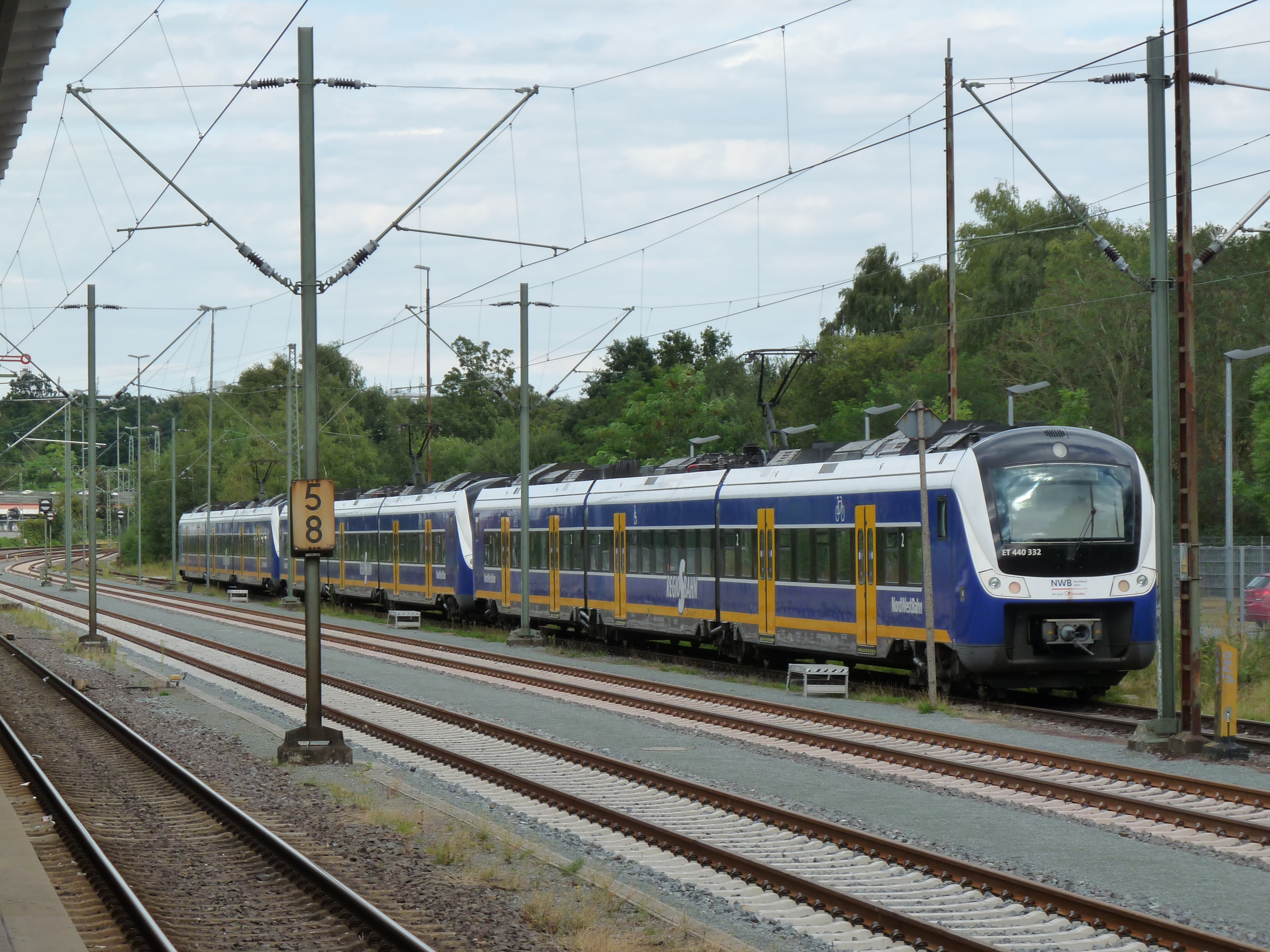
Coradia Continental in Vegesack (2020)

1996 wurden auf der Stadt-Express-Linie Bremen-Vegesack–Bremen Hbf–Verden Doppelstockwagen eingeführt.
Seit Einführung der Regio-S-Bahn Bremen/Niedersachsen im Jahr 2010 wird die Strecke mit drei- und fünfteiligen Elektrotriebzügen des Typs Coradia Continental vom Hersteller Alstom bedient. Ab dem Fahrplanwechsel 2022 sollen zudem Triebzüge des Typs Flirt von Stadler eingesetzt werden.

### Güterverkehr
Im 20. Jahrhundert gab es auf der Strecke viel Güterverkehr, da es mit der Norddeutsche Steingut, dem Vegesacker Hafen sowie über die Strecke Richtung Farge mit der Werft Bremer Vulkan, der Bremer Woll-Kämmerei, dem Tanklager Farge, dem Kraftwerk Farge und der Schwaneweder Lützow-Kaserne zahlreiche Ziele gab. Heutzutage ist der Güterverkehr stark zurückgegangen und bedient unter anderem noch das Kraftwerk und das Tanklager. Er findet überwiegend außerhalb des werktags betriebenen Viertelstundentaktes zwischen Bremen Hauptbahnhof und Bremen-Vegesack statt.
Inzwischen ist das Tanklager WIFO geschlossen. Das Kohlekraftwerk Farge wird nur noch per Schiff mit Kohle beliefert.